# Оскольский электрометаллургический комбинат
Оскольский электрометаллургический комбинат им. А.А. Угарова (ОЭМК, в 1982—1992 годы — ОЭМК имени Л.И. Брежнева) — предприятие чёрной металлургии, производитель спецсталей (SBQ) для автопрома и машиностроения, использующий бездоменную технологию прямого восстановления железа MIDREX и электродуговую плавку. Предприятие расположено в районе города Старый Оскол Белгородской области. Входит в металлургический холдинг «Металлоинвест».

## История
Оскольский электрометаллургический комбинат построен в результате соглашения, заключенного между СССР и ФРГ в середине семидесятых годов. Основное технологическое оборудование цехов комбината было изготовлено немецкими фирмами.
21 марта 1974 г. в Москве Министерством внешней торговли СССР и группой западногерманских фирм (Зальцгиттер, Корф, Крупп, Сименс, Демаг) подписано Соглашение о сотрудничестве по созданию в СССР металлургического комбината на базе процесса прямого восстановления железа «МИДРЕКС».
Решение о строительстве электрометаллургического комбината было принято 12 мая 1974 года приказом Министерства чёрной металлургии СССР № 369 и уже в 1975 году было подписано постановление Совета Министров СССР № 821 «О строительстве Оскольского электрометаллургического комбината» в районе города Старый Оскол Белгородской области. Директором ОЭМК был назначен Владимир Башков, а главным инженером - Валентин Кудрявцев.
11 августа 1978 года началось строительство механоремонтного цеха ОЭМК.
10 ноября 1982 года первым производственным  подразделением ОЭМК, введённым в эксплуатацию, стал цех окомкования.
15 декабря 1983 года состоялся запуск первой шахтной печи цеха металлизации №1. Первая партия изделий была отправлена на Новолипецкий металлургический завод.
Первая плавка в электросталеплавильном цехе ОЭМК была проведена 14 августа 1984 года.
В 1985 году на должность директора ОЭМК был назначен Алексей Угаров, который впоследствии руководил предприятием более 20 лет и удостоился звания «Заслуженный металлург РСФСР». В 2012 году была учреждена премия имени А.А.Угарова, присуждаемая ежегодно физическим лицам, работающим в горно-металлургическом, машиностроительном комплексах и химическом производстве Белгородской области.
В 1993 году произошла реорганизация ОЭМК в ОАО, где главным акционером комбината стала группа дочерних структур «Газпрома». Алишер Усманов возглавил процесс консолидации горно-металлургических активов Белгородской области. Алексей Угаров стал председателем Совета директоров.  Присоединение ОЭМК к холдингу позволило сохранить связь с Лебединским ГОКом – главным поставщиком сырья, привлечь инвесторов.
В 1996 году во время визита Бориса Ельцина в Белгородскую область был подписал Указ о предоставлении ОЭМК государственных гарантий для привлечения иностранных инвестиций. К решению проблемы подключился депутат Государственной Думы, председатель экспертного совета по металлургии при Российском парламенте Андрей Скоч.
Весной 2001 года строительство Стана-350 вышло на финишную прямую и была получена первая продукция.
В 2010 году пущен в эксплуатацию цех отделки проката. Дополнительные мощности позволили комбинату увеличить выпуск высококачественной металлопродукции с высокой добавленной стоимостью.
В 2020 году Металлоинвест запустил на ОЭМК шаропрокатный стан производительностью 43 тыс. тонн катаных стальных мелющих шаров. Мелющие шары используются для измельчения руды в шаровых мельницах горно-обогатительных комбинатов.
В 2021 году компания заключила договор с Электростальским заводом тяжелого машиностроения на поставку оборудования для строительства второго шаропрокатного стана на ОЭМК. Годовая производительность ШПС-2 составит не менее 73 тыс. тонн шаров диаметром 20, 40 и 60 мм.
В 2025 году коллектив Оскольского электрометаллургического комбината награждён орденом Почёта.

## Потребители и продукция
Основными потребителями металлопродукции АО «ОЭМК им. А.А. Угарова» на российском рынке являются предприятия автомобильной, машиностроительной, трубной, метизной и подшипниковой промышленности, такие как Первоуральский новотрубный завод,  Ижорский трубный завод, Волжский трубный завод, Выксунский металлургический завод,  Предприятия группы «Северсталь-Метиз», АВТОВАЗ, ГАЗ, УАЗ, КАМАЗ, МТЗ, Заводы группы подшипниковых компаний «ЕПК» и «SKF», Уральский пружинный завод,  Белорецкий завод рессор и пружин, Предприятие «АВТОНОРМАЛЬ» г. Белебей, Предприятие «БЕРВЕЛ» г. Рязань.
ОЭМК производит ПВЖ, непрерывнолитые заготовки квадратного и прямоугольного сечения (в том числе рельсовая заготовка), сортовая, квадратная заготовка, трубная заготовка, мелкосортный и среднесортный прокат стана 350, стальные мелющие шары.

## Санкции
12 апреля 2023 года, на фоне вторжения России на Украину, холдинг «Металлоинвест» и Оскольский электрометаллургический комбинат были включены в блокирующие санкционные списки США и Великобритании как компании связанные с Алишером Усмановым, который попал под санкции США, Евросоюза, Великобритании и ряда других стран после нападения России на Украину как «ответственный за финансирование агрессии».